# Hoplitis taurimordax
Hoplitis taurimordax là một loài Hymenoptera trong họ Megachilidae. Loài này được Peters mô tả khoa học năm 1983.